# Haematopota wuzhishanensis
Haematopota wuzhishanensis är en tvåvingeart som beskrevs av Xu 1980. Haematopota wuzhishanensis ingår i släktet Haematopota och familjen bromsar. Inga underarter finns listade i Catalogue of Life.